# Myrosmodes inaequalis
Myrosmodes inaequalis (синоним:Aa inaequalis) је врста из рода орхидеја Aa из породице Orchidaceae.
Пореклом је из Перуа и Боливије.